# Philippe Jaroussky
Philippe Jaroussky, né le 13 février 1978 à Maisons-Laffitte (Yvelines, France), est un contreténor français.

## Biographie

### Origines et famille
Philippe Jaroussky naît le 13 février 1978 à la clinique de Maisons-Laffitte, dans les Yvelines, en France. Il a un frère, de dix ans son aîné. 
Son père est cadre commercial ; sa mère, physicienne de formation. 

### Enfance et scolarité
Il suit sa scolarité primaire au collège Colette de Sartrouville , puis au lycée Évariste-Galois.
Il vit à Sartrouville jusqu'à l'âge de 24 ans.

### Parcours artistique
Il découvre sa passion pour la musique au collège à Sartrouville grâce à Gérard Bertram, professeur de musique, qui fait écrire et interpréter des chansons à ses élèves. Après avoir touché à la flûte traversière, au trombone et au hautbois, il commence l'étude du violon à onze ans, puis également celle du piano au conservatoire de Sartrouville. Il étudie ensuite au Conservatoire de Versailles, où il obtient un premier prix[réf. nécessaire] de violon, puis à celui de Boulogne et enfin à celui de Paris, où il rejoint la classe de chant de Michel Laplénie.
À l'âge de dix-huit ans, il assiste à un concert de musique baroque dans une église de Paris où chante le contreténor Fabrice di Falco. Troublé par cette voix, il décide de rencontrer son professeur de chant, Nicole Fallien, avec laquelle il travaille encore. 
Philippe Jaroussky explique son choix concernant le développement de sa tessiture de tête grâce à son aisance et son plaisir d'interprétation dans ce registre. Il précise que la décision fut prise en accord avec son professeur de chant, révélant ainsi à quel point le travail d'une voix cherche à mettre en valeur ses particularités.[réf. nécessaire]
Sa carrière commence tôt, en 1999. Lors d'un stage de chant à Royaumont en septembre, il est choisi par le contreténor Gérard Lesne pour incarner Ismaele, le fils de Sedecia (chanté par Gérard Lesne) dans l'oratorio Il Sedecia, re di Gerusalemme d'Alessandro Scarlatti. Il a vingt-et-un ans et seulement trois ans de chant derrière lui.
Le 14 novembre 1999, le producteur Philippe Maillard organise son premier récital à Paris au théâtre Grévin, où il interprète des airs de Serse et d’Ariodante de Haendel.[réf. nécessaire] Il acquiert en 2001 son diplôme de chant au département de musique ancienne du conservatoire à rayonnement régional de Paris avec les félicitations du jury.[réf. nécessaire]
En 2002, il crée l'ensemble Artaserse, afin d'explorer en toute liberté les partitions qui l'intéressent. L'ensemble était constitué à l'origine de Claire Antonini au théorbe, Nanja Breedijk à la harpe baroque, Christine Plubeau à la viole de gambe et Yoko Nakamura au clavecin et à l'orgue. 
Début 2008, il publie deux albums en collaboration, l'un avec Emmanuelle Haïm et Natalie Dessay, où ils proposent une interprétation du Magnificat de Bach et du Dixit Dominus de Haendel, l'autre avec Marie-Nicole Lemieux et Jean-Christophe Spinosi, où il chante le Nisi Dominus de Vivaldi. En février 2009, avec Opium Philippe Jaroussky reprend des mélodies françaises qu'il affectionne de Reynaldo Hahn, Cécile Chaminade, Gabriel Fauré ou encore Guillaume Lekeu. Les musiciens qui l'accompagnent sont Jérôme Ducros (piano), Renaud Capuçon (violon), Gautier Capuçon (violoncelle) et Emmanuel Pahud (flûte).
Son disque La dolce fiamma - airs de castrats oubliés, sorti le 2 novembre 2009, reprend des airs composés par Johann Christian Bach. Le contreténor est accompagné par Le Cercle de l'Harmonie, dirigé par le jeune chef d'orchestre Jérémie Rhorer. Caldara in Vienna (octobre 2010) est consacré pour sa part à des airs d'Antonio Caldara écrits pour les castrats italiens du settecento.
En 2017, il participe au premier album du collectif Lamomali.
Le 25 juin 2022, au Groupama Stadium de Lyon, Philippe Jaroussky  chante College Boy en duo avec Nicola Sirkis du groupe Indochine, une chanson engagée contre le harcèlement scolaire, sexuel et moral[source secondaire souhaitée].
En 2025, il participe au second album Totem du collectif Lamomali.

### Académie musicale
En 2017, il crée avec son compagnon Sébastien Leroux l'Académie musicale Philippe Jaroussky, qui a lancé son programme d’actions dans le cadre de l’ouverture de La Seine musicale. 
Elle a pour vocation principale d’accompagner gratuitement sur le long terme (plusieurs années) et sur différents axes (chant et pratique instrumentale) une centaine de jeunes filles et garçons, chaque saison, qui n’ont pas nécessairement les moyens financiers ou techniques de faire de la musique. En intervenant auprès de deux classes d’âge distinctes, l'académie musicale permet l’accompagnement à la formation musicale d’un jeune public de sept à douze ans (avant l’entrée au conservatoire) mais aussi pour les jeunes adultes (dix-huit à vingt-cinq ans) fraîchement diplômés qui souhaitent bénéficier d’un accompagnement pour s’insérer professionnellement dans le domaine de la musique classique.[réf. souhaitée]

## Distinctions
Victoires de la musique classique (France) : 
- 2004 : « Révélation artiste lyrique » ;
- 2005 : nommé dans la catégorie « Artiste de l'année » ;
- 2007 : « Artiste lyrique de l'année » ;
- 2008 : le 13 février, jour de son trentième anniversaire, il remporte la victoire du « meilleur enregistrement de l'année » ;
- 2009 : « Grand Prix de l'Académie Charles-Cros » ;
- 2010 : « Artiste lyrique de l'année ».
- 2020 : Victoire d'honneur[11]

Echo-Klassik Musikpreis (Allemagne)
- 2008 : chanteur de l'année
- 2016 : chanteur de l'année pour son album Green

Ordre des Arts et des Lettres (France)
- 2009 : le 18 janvier, le contreténor reçoit l'insigne de chevalier, de la ministre de la Culture Christine Albanel, dans le cadre du Midem à Cannes[12].
- 2019 : le 13 novembre, le contreténor reçoit l'insigne d'officier, du ministre de la Culture Franck Riester, dans le cadre de l'inauguration de sa statue au musée Grévin.

## Anecdotes
- Son nom de famille vient en fait d'une petite confusion... Fuyant la révolution russe, son arrière-grand-père arriva à la frontière française, où on lui demanda son nom. Ce à quoi il répondit : « ya - russky » (ce qui signifie « Je suis russe »). Ce nom est resté[13].
- En voix de poitrine, il est baryton. Selon son propre aveu : « J'ai une voix de baryton très commune sans graves et sans aigus[14] ! » Même s'il se sent moins à l'aise dans cette tessiture, Philippe Jaroussky interprète parfois sur scène certains passages en voix de poitrine, comme Sombrero de Cécile Chaminade, ou Ohimè ch'io cado de Claudio Monteverdi avec L'Arpeggiata. Il joue alors de son agilité pour passer de sa voix de tête à sa voix de poitrine pour produire un effet comique (il se risque à ce genre d'effet plutôt lors des rappels, en fin de récitals).
- L'astéroïde de la ceinture principale (332183) Jaroussky lui a été dédié[15].

## Témoignages et citations
- « La voix d’Henri Ledroit m’a beaucoup marqué à mes débuts, elle est dotée selon moi d’une très grande capacité d’émotion. J’ai également subi l’influence d’un Gérard Lesne ou d’un James Bowman. J’admire énormément le travail de David Daniels qui a contribué à élargir le répertoire de contreténor, à l’opéra notamment[16]. »
- « Le timbre du contreténor n'est que la voix la plus aiguë dont un homme est capable. L’émission vocale passe par la tête et non par la poitrine. C’est ce qui la différencie de celle de ténor ou de basse. Son ambiguïté naît de ce qu’elle ne se situe pas entre la voix d’homme et de femme, mais entre celle d’homme et d’enfant[17]. »
- « On parle de haute-contre pour la musique baroque française : Lully, Rameau… La voix de haute contre, proche du registre très haut du fausset, s’apparente à une voix de ténor léger, aux aigus puissants. En revanche, un contreténor peut chanter Bach, Vivaldi, ou Purcell[17]. »
- « J'ai rencontré à l'âge de dix huit ans Nicole Fallien, qui est toujours mon professeur, et l'apprentissage du chant fut pour moi une libération. Mes parents n'étant pas musiciens, ce n'est qu'au collège qu'on m'a conseillé d'apprendre la musique. Évidemment, j'avais onze ans, j'adorais le violon, mais je l'ai commencé malheureusement un peu tard. J'ai débuté le piano à quinze ans, avec l'idée de me diriger vers des études plus théoriques (écriture, direction d'orchestre). Ce qui m'a beaucoup plu dans le chant, c'est d'abord le fait que j'avais une facilité naturelle certaine, et que je me suis senti très jeune, ce qui n'était pas le cas avec les instruments. C'est devenu assez logique, très vite : au bout d'un an d'étude, j'ai senti que je ferai du chant. Je suis entré au CNR de Paris, dans le département de musique ancienne, où je suis resté quatre ans, et où je me suis de plus en plus passionné pour ce répertoire. Le chant pour moi, c'est une chance : ce que je voulais, c'était interpréter, et cela, je le sens profondément[14]. »
- « Si je n'avais pas été musicien, j'aurais adoré être peintre[14]. »

## Discographie

### CD
- Forgotten Arias / Avec le Concert de la Loge (Erato, 2023)
- Passacalle de la Follie / Avec l'Ensemble L'Arpeggiata (Erato, 2023)
- À sa guitare / Avec Thibaut Garcia (Erato, 2021)
- La vanità del mondo Oratorio Arias (Erato, 2020)[18].
- Vivaldi, Pieta, Œuvres sacrées pour alto, Avec l'Ensemble Artaserse, Erato, 2014
- Pergolèse, Stabat Mater, Laudate pueri Dominum, Confitebor tibi Domine. Avec Julia Lezhneva, Coro della Radiotelevisione svizzera, Lugano, I Barocchisti & Diego Fasolis. Erato, 2013
- Farinelli - Porpora Arias. Avec Cecilia Bartoli (2 duos), Venice Baroque Orchestra &  Andrea Marcon. CD Erato, 2013
- La Voix des rêves. 2CD Virgin Classics, 2012
- Leonardo Vinci : Artaserse. Avec Max Emanuel Cenčić, Franco Fagioli, Daniel Behle, Valer Barna-Sabadus, Yuriy Mynenko, Concerto Köln & Diego Fasolis. 3CD Virgin Classics, 2012
- Los Pajaros perdidos. Avec Christina Pluhar & L'Arpeggiata. Virgin Classics, 2012
- Duetti. Avec Max Emanuel Cencic, Les Arts florissants, William Christie, Virgin Classics, 2011
- Gabriel Fauré, Requiem. Avec Matthias Goerne, Chœur et Orchestre de Paris, Paavo Järvi. Virgin Classics, 2011
- Antonio Caldara, Caldara in Vienna. Avec Concerto Köln, Emmanuelle Haïm. Virgin Classics, 2010
- Via Crucis. Avec Christina Pluhar & L'Arpeggiata, Barbara Furtuna. Virgin Classics, 2010.
- Johann Christian Bach, La Dolce Fiamma : Forgotten castrato arias. Avec le Cercle de l'Harmonie, Jérémie Rhorer. Virgin Classics, 2009.
- Opium, mélodies françaises. Avec Jérôme Ducros, Renaud Capuçon, Gautier Capuçon, Emmanuel Pahud. Virgin Classics, 2009 (Chambre Syndicale Typographique Parisienne, salle Akustica, Paris, 7-13 juillet 2008).
- Georg Friedrich Haendel, Faramondo. Avec Max Emanuel Cencic, Sophie Karthäuser, de Liso, Sim, Xavier Sabata. Virgin Classics, 2009 (Radio Svizzera di lingua italiana, Lugano, Auditorio Stelio Molo, 19-24 octobre 2008).
- Lamenti. Le Concert d'Astrée. Avec Emmanuelle Haïm & Le Concert d'Astrée, Rolando Villazón, Natalie Dessay, Véronique Gens, Christopher Purves, Joyce DiDonato, Lehtipuu, Patrizia Ciofi, Laurent Naouri, Marie-Nicole Lemieux. Virgin Classics, 2008.
- Claudio Monteverdi, Teatro d'amore. Avec Christina Pluhar & L'Arpeggiata, Núria Rial, Auvity, van Elsacker, Fernandes. Virgin Classics (août 2007 à Vredenburg, Utrecht ; janvier/novembre 2007 et janvier 2008 à la chapelle Notre-Dame de Bon-Secours, Paris).
- Antonio Vivaldi, La Fida Ninfa. Avec Marie-Nicole Lemieux, Sandrine Piau, Cangemi, Mingardo, Lehtipuu, Regazzo, Senn. Ensemble Matheus, Jean-Christophe Spinosi. Naïve (mai 2008, N.D. du Liban, Paris (France)).
- Antonio Vivaldi, Nisi Dominus/Stabat Mater. Avec Lemieux. Ensemble Matheus, Jean-Christophe Spinosi. Naïve (juillet 2007, Salle Surcouf, Brest (France)).
- Jean-Sébastien Bach, Magnificat - Georg Friedrich Haendel: Dixit Dominus. Avec Natalie Dessay, Karine Deshayes, Toby Spence, Laurent Naouri. Le Concert d'Astrée & Emmanuelle Haïm. Virgin Classics, 2007
- Carestini, the story of a castrato. Avec Le Concert d'Astrée, Emmanuelle Haïm. Virgin Classics, 2007
- Vivaldi Heroes. Avec Ensemble Matheus, Jean-Christophe Spinosi, Magali Imbert. Virgin Classics (rec. October 2006, Auditorium de l'École Nationale de Musique, Brest, France).
- Beata Vergine, Motets à la Vierge entre Rome et Venise. Avec l’Ensemble Artaserse. Virgin Classics (rec. Décembre 2005, Église Notre-Dame du Liban, Parigi, France).
- Antonio Vivaldi, Griselda. Lemieux, Cangemi, Kermes, Ferrari, Davies. Ensemble Matheus, Jean-Christophe Spinosi. Naïve - Opus 111 (novembre 2005, Salle Surcouf, Foyer du Marin, Brest, France).
- Antonio Vivaldi, Virtuoso cantatas. Avec l’Ensemble Artaserse. Virgin Classics (rec. Octobre 2004, Chapelle des sœurs auxiliaires, Versailles, France).
- Claudio Monteverdi : L'Orfeo. van Rensburg, Gerstenhaber, Thébault, Gerstenhaber, Gillot, Kaïque. La Grande Écurie, Jean-Claude Malgoire. Dynamic (octobre 2004, Théâtre Municipal, Tourcoing, France).
- Antonio Vivaldi, Orlando furioso. Larmore, Lemieux, Cangemi. Ensemble Matheus, Jean-Christophe Spinosi. Naïve - Opus 111 (juin 2004, Église de Daoulas, Bretagne, France).
- Claudio Monteverdi, Selva morale e spirituale. Spiritualità e liturgia/I salmi vespertini/Vespro dei Martiri/L'eloquenza divina. Ensemble Elyma, Gabriel Garrido. Ambronay Édition (2003/2004, Festival de Ambronay, France).
- Un concert pour Mazarin. Avec l’Ensemble La Fenice, Jean Tubéry. Virgin Classics, 2004 (juin 2003, Abbaye de Saint-Michel, Thiérache, France).
- Georg Friedrich Haendel, Agrippina. Gens, Perruche, Smith, Grégoire, di Falco. La Grande Écurie, Jean-Claude Malgoire. Dynamic (mars 2003, Théâtre Municipal, Tourcoing, France).
- Benedetto Ferrari, Musiche varie. Ensemble Artaserse. Ambroisie (rec. octobre/décembre 2002, Chapelle Jésus-Enfant - Paroisse Ste. Clothilde, Parigi, France).
- Antonio Vivaldi, La Verità in cimento. Rolfe-Johnson, Stutzmann, Laurens, Mingardo. Ensemble Matheus, Jean-Christophe Spinosi. Naïve - Opus 111 (septembre 2002, Église de Daoulas, Bretagne, France).
- Antonio Vivaldi, Catone in Utica. Edwards, Laszczkowski, Cangemi, Faraon. La Grande Écurie, Jean-Claude Malgoire. Dynamic (novembre 2001, Théâtre Municipal, Tourcoing, France).
- Giovanni Battista Bassani : La morte delusa. Galli, del Monaco, Piolino, Sarragosse. Ensemble La Fenice, Jean Tubéry. Opus 111 (rec. août 2001, Delft, Pays-Bas).
- Pierre Menault, Vêpres pour le Père la Chaize. Greuillet, Janssens, Lombard, van Dyck. Ensemble La Fenice, Jean Tubéry. K617 (avril 2001, collégiale Saint-Lazare, Avallon, France).
- Claudio Monteverdi, L'incoronazione di Poppea. Laurens, Oliver, Schofrin, Oro. Ensemble Elyma, Gabriel Garrido. K617 (juillet/août 2000, Chiesa San Martino, Erice, Italie).
- Alessandro Scarlatti, Il Sedecia, re di Gerusalemme - Gérard Lesne (Sedecia) ; Virginie Pochon (Anna) ; Philippe Jaroussky (Ismaele) ; Peter Harvey (Nabucco) ; Mark Padmore (Nadabbe) ; Il Seminario Musicale (2-6 novembre 1999, 2CD Virgin 5 45452 2 / Warner)[19].

### DVD
- Landi : Il Sant’Alessio . Avec Max Emanuel Cenčić, Alain Buet, Xavier Sabata, Les Arts florissants et William Christie. Mise en scène de Benjamin Lazar. 2DVD Virgin Classics, 2008.
- Claudio Monteverdi : L’Incoronazione di Poppea . Avec Max Emanuel Cenčić, Danielle de Niese, Anna Bonitatibus, Les Arts florissants et William Christie. Mise en scène de Pier Luigi Pizzi, Teatro Real de Madrid, 2010. 2DVD Virgin Classics, 2012.
- La Voix des rêves. Versions DVD & Blu-ray, Virgin Classics, 2012.

## Ouvrages
- Saverio Tomasella, Le Chant des songes, Aix-en-Provence, Persée, 2010 : ce roman historique sur le castrat italien Gioacchino Conti, dit Gizziello, est dédié à Philippe Jaroussky.
- Frédéric Wagner, C'est l'ange qui poignarde : Scènes de la vie gay, L'Harmattan, 2010 : le roman est dédié à Philippe Jaroussky. Il y fait même plusieurs apparitions, sous les traits de Daniel D., un jeune contreténor surdoué et terriblement séduisant.
- Christel Bosquart, Doux Piège, Paris-Bruxelles, Champs-Élysées Deauville, 17 novembre 2022 (ISBN 9782379390647) : Philippe Jaroussky inspire l'un des trois personnages principaux du roman. Un contreténor y est passionnément aimé par une femme et par le mari de celle-ci. Le livre fait référence au répertoire de Philippe Jaroussky et liste en fin d'ouvrage les différents arias chantés par le personnage principal.
- (es) María Condor, La grandeza : Teatro, poesía y política en la España del Siglo de Oro, Madrid, Compañía Nacional de Teatro Clásico, 2021 (ISBN 9788490414118) : ce livre est dédié à Philippe Jaroussky. Le dernier chapitre, sur les commencements de la musique scénique en Espagne, traite en profondeur du plus ancien opéra conservé du XVIIe siècle espagnol, Celos aun del aire matan (es) (1660, livret de Pedro Calderón de la Barca et musique de Juan Hidalgo de Polanco), dans lequel Jaroussky a chanté le rôle de la furie Alecto (Théâtre royal de Madrid, 2000).